# 晋攻骊戎之战
晋攻骊戎之战，公元前672年（周惠王五年、鲁庄公二十二年、晋献公五年），晋国军队攻打骊戎的战役。
骊戎是春秋时期生活在今山西省晋城市南一带的一支戎人部族。公元前672年，晋国发兵东进，攻打骊戎，骊戎男（骊戎国君）把骊姬献给晋献公，回国后为晋献公生了奚齐，骊姬的妹妹生了卓子。骊姬受到宠爱，贿赂男宠梁五和东关嬖五，让他们帮助自己的儿子奚齐为太子，废黜太子申生。